# 二宮和也
二宮和也（日语：／ Ninomiya Kazunari，1983年6月17日—），昵稱（讀作），日本演員、歌手、藝人，男子偶像團體“嵐”的成員之一，在團體中代表顏色為黃色。現時團體活動隸屬株式會社嵐，個人事務所是「オフィスにの」。

## 生平
出身於日本東京都葛飾區。
1996年
6月16日，參加傑尼斯事務所面試。
6月19日，加入傑尼斯事務所。
1997年
7月，參與舞台劇《Stand by Me》演出。
1998年
1月，參與TBS電視台元旦特別企劃劇《天成山奇案》演出。
1999年
9月15日，結成男子偶像團體“嵐”。
11月3日，發行組合出道單曲《A·RA·SHI》。
2002年
出演電影《PIKA☆NCHI 生活艱難但是快樂》。
2003年
個人擔綱主演電影《青之炎》 。導演蜷川幸雄評價其“能夠擁有細膩的演技”。
2004年
在蜷川幸雄執導的舞台劇《逃離澀谷》中擔任主角。
2006年
擔任動畫電影《惡童》配音，初次出任配音演員工作。
出演《硫磺島的來信》，二宮和也系傑尼斯事務所第一位出演好萊塢電影的演員。該片在美國廣受好評，同時也是首部由日本演員主演並榮膺兩項奧斯卡獎的電影。
3月22日出演了《算是報恩了吧》，該劇榮獲橋田獎。
2007年
其主演的電視劇《馬拉松》獲得第62屆“日本文化廳藝術節”電視類“放送個人獎”。 這是該獎項首次頒發給演員。同年9月間，該劇再度拿下“銀河賞”的“個人賞”。
2008年
連續劇《流星之絆》獲得第49屆“蒙特卡洛國際電視節”的“男演員獎”提名。
- 獲選CNN“尚未在國際上具有知名度的高演技日本演員七人名單”[11]。

2009年
憑借《流星之絆》和《永不放棄～腦性癱瘓的頂級銷售員～》榮獲第46屆“銀河賞”的“個人賞”。
2011年
憑借《散工買樓夢》榮獲2011年度“東京國際戲劇節”最佳男主角。
2012年
為日本電視台聯播網（NNN·NNS）特別企劃節目《24小時電視 「愛心救地球」》主演特別電視劇《坐著輪椅的我翱翔天空》。
演出百奇廣告。其廣告中出現的“魔鬼二宮”餅干畫獲得吉尼斯“世界上最大的餅干畫”認證。
2013年
3月16日，其主演電影《白金數據》公映。
4月25日，其獨立冠名節目《二宮先生》開始播出。
2014年
4月12日，其主演的電視劇《即使弱小也能取勝》開始播出。這是他睽違三年半再次接演電視劇主角。
2015年
出演富士電視台開台55周年特別企劃劇《東方快車謀殺案》，該劇於1月11日、12日連續兩夜播出。
在3月21日公映的電影《暗殺教室》裡，二宮和也出任配音演員工作。這是他自《惡童》之後九年，再度接任配音工作。
2016年
1月18日，其主演的電影《若與母親同住》公映。
2月14日，榮獲日本電影旬報十佳獎最佳男主角。
3月4日，榮獲第39屆日本電影學院獎最佳男主角。
2017年
11月3日，其主演的電影《最後的食譜～麒麟之舌的記憶～》公映。
12月31日，單獨擔任NHK第68屆紅白歌會白組司會。
2018年
8月24日，其與木村拓哉聯合主演的電影《檢察狂人》公映。
11月28日，榮獲第43屆報知電影獎最佳男配角。
2019年
11月12日，以親筆信宣布與一般女性結婚。
2020年
12月5日，榮獲第42屆橫濱電影節最佳男主角。
2021年
3月5日，透過事務所發表長女已出生（未有公開出生日期），母女平安。
4月8日，主導並開設YouTube頻道「ジャにのちゃんねる」，成員包括另外三位同屬傑尼斯事務所的男子偶像：KAT-TUN的中丸雄一、Hey! Say! JUMP的山田涼介及Sexy Zone的菊池風磨。4月25日，上傳頻道第一支影片。4月29日，頻道訂閱人數突破200萬，成為日本最短時間突破200萬訂閱的Youtube頻道。
2022年
1月4日，其所創設的YouTube頻道「ジャにのちゃんねる」訂閱人數突破300萬。5月7日，成為傑尼斯事務所訂閱人數最高的YouTube頻道。
6月17日，發行個人自選翻唱專輯「◯◯と二宮と」。6月20日，於各音樂串流平台數位發行。
8月31日，憑藉《MY FAMILY》榮獲第112回日劇學院賞最佳男主角。
11月19日，透過事務所發表次女已出生，母女平安。
2023年
2月24日，憑藉《TANG》、《來自北國的信》榮獲第65回藍絲帶獎最佳男主角。
3月10日，開設個人官方Twitter。
10月25日，受傑尼斯性醜聞影響，宣布退出傑尼斯事務所，未來將以個人形式進行活動，但作為「嵐」的成員身份不變。

## 個人生活

### 演技
其在《硫磺島的來信》中的表演得到了高度的關注。
2005年，二宮和也在參加《硫磺島的來信》試鏡時，導演克林特·伊斯特伍德觀看了其在《青之炎》中的表演，稱贊他擁有“非凡的才華”。為了適應二宮和也的拍攝，導演特意修改了原劇本中二宮所飾演西鄉昇的年紀。。
《洛杉磯時報》為二宮和也出演《硫磺島的來信》並在好萊塢出道制作了專題報道。
二宮和也獲選CNN所評“尚未在全球出名的七位日本優秀演員”名單。
因主演山田洋次導演作品《若與母親同住》而榮獲日本電影學院獎“最佳男主角”。

### 興趣
電子游戲愛好者，自己承認擁有大量游戲機。 在節目《交給嵐吧》，二宮和也就自爆自己休息日幾乎是全天在家玩游戲，引發同組成員的驚訝。
二宮和也通過知道了觸手猴的存在，非常喜歡他彈奏鋼琴的技術，並期待與他的合作。在嵐2014年發行的專輯中，二宮和也獨唱了其中一首名叫《Merry Christmas》（メリークリスマス）的歌曲，而觸手猴正是這首歌的鋼琴伴奏。

### 花邊
二宮和也與同事務所的風間俊介是同年同月同日生，又是同籍貫、同血型，因此在生日會互發電子郵件祝福。
二宮和也與同組合的大野智組成了對內限定組合“大宮SK”，該組合活躍於2002年12月到2008年7月。2012年9月，大宮SK組合再度在“演唱會”上復活。
二宮和也是日本職業棒球聯賽讀賣巨人隊的球迷，但是他習慣用（日語“巨人”的讀音）而不是（巨人隊的官方稱呼）稱呼該球隊。
私下對服飾不講究，時尚觸覺也不太強。在綜藝節目中曾向木村拓哉表示希望能夠找到四季都能穿著的服裝。

## 獲獎經歷
- 第5回 日刊體育・日劇大賞・秋季賞 最佳男配角《半個醫生》（2001年）
- 第6回 日刊體育・日劇大賞・冬季賞 最佳男配角《熱烈的中華飯店》（2003年）
- 第8回 日刊體育・日劇大賞・夏季賞 最佳男配角《阿南的小情人》（2004年）
- 第60回 日本廣播電視藝術大獎 廣播電視部門 最佳男配角《溫柔時刻》（2005年）
- 第15回 橋田獎 個人獎《算是報恩了吧》（2006年）
- 第61回 日本廣播電視藝術大獎 廣播電視部門 最佳男配角《算是報恩了吧》（2006年）
- 第62回 日本廣播電視藝術大獎 廣播電視部門 最佳男主角《拜啟、父親大人》《馬拉松》（2007年）
- 第10回 日刊體育・日劇大賞 最佳男主角《拜啟、父親大人》（2007年）
- 第10回 日刊體育・日劇大賞・冬季賞 最佳男主角《拜啟、父親大人》（2007年）
- 第11回 日刊體育・日劇大賞・夏季賞 最佳男主角《貧窮貴公子》（2007年）
- 第62回 日本文化廳藝術節（日语：芸術祭 (文化庁)） 電視部門 放送個人獎《馬拉松》（2007年）
- 第45回 銀河賞 獎勵賞 個人獎《馬拉松》（2007年）
- 第46回 銀河賞 電視部門 個人獎《流星之絆》《永不放棄～腦性癱瘓的頂級銷售員～》（2008年）
- 第59回 日劇學院賞 最佳男主角《流星之絆》（2008年）
- 第63回 日本廣播電視藝術大獎 廣播電視部門 優秀最佳男主角《流星の絆》（2008年）
- 第12回 日刊體育・日劇大賞・秋季賞 最佳男主角《流星之絆》（2008年）
- 東京國際戲劇節2011 個人獎 最佳男主角《飛特族、買個家。》（2011年）
- 第67回 日劇學院賞 最佳男主角《飛特族、買個家。》（2011年）
- 第65回 日本廣播電視藝術大獎 廣播電視部門 最佳男主角《飛特族、買個家。》（2011年）
- 第14回 日刊體育・日劇大賞・秋季賞 最佳男主角《飛特族、買個家。》（2011年）
- 最佳漢堡包武士2015（2015年）[25]
- 第89回 電影旬報十佳獎 最佳男主角《若與母親同住》(2016年)
- 第39回 日本電影學院獎 最佳男主角《若與母親同住》（2016年）[26]
- 第43回 報知電影獎 最佳男配角《檢察狂人》（2018年）
- 第42回 橫濱電影節 最佳男主角《淺田家！》（2020年）
- 第112回 日劇學院賞 最佳男主角《MY FAMILY》（2022年）
- 第65回 藍絲帶獎 最佳男主角《TANG》、《來自北國的信》（2023年）

## 音樂作品
有關二宮和也以嵐身份出版發行的音樂作品請參見嵐·音樂活動

### 獨唱曲目

#### CD收錄之歌曲
- 秘密 - 《One》收錄。
- 虹 - 《Time》（初回限定盤）收錄。
- Gimmick Game - 《Dream "A" live》（初回限定盤）收錄。
- 1992*4##111 - 《我眼中的風景》收錄。
- 最平凡的歌。 - 《Beautiful World》收錄。
- 果然還是你 - 《Popcorn》收錄。
- 第20825天之歌 - 《LOVE》收錄。
- Merry Christmas - 《THE DIGITALIAN》收錄。
- MUSIC - 《Japonism》收錄。
- 日復一日（また今日と同じ明日が來る） - 《Are You Happy?》收錄。

#### CD未收錄之歌曲
- 回歸進度（リグレス・オブ・プログレス） - 演唱會專輯《“嵐”孤注一擲演唱會（日语：ALL or NOTHING）》收錄。
- 痕跡（過去） - 演唱會專輯《2004 “嵐”就趁現在演唱會（日语：2004 嵐!いざッ、Now Tour!!）》收錄。

#### 翻唱歌曲
- 木村拓哉《NATSU〜夏〜》 - 收錄於演唱會專輯《Suppin'ARASHI》。
- 柴田淳《夢》 - 收錄於演唱會專輯《How's it going? SUMMER CONCERT 2003》。
- 嵐《比言語更重要的東西》 - 收錄於演唱會專輯《ARASHI Anniversary Tour 5×10》。

### 翻唱專輯
| 專輯名稱       | 發行日期      | 唱片公司 | 專輯曲目 |
| -------------- | ------------- | -------- | --- |
| 《◯◯と二宮と》 | 2022年6月17日 | J Storm  | 1. 「君と僕の挽歌」（さかいゆう） 2. 「Walking with you」（Novelbright） 3. 「Pretender」（Official髭男dism） 4. 「ひまわりの約束」（秦基博） 5. 「Attitude」（Mrs. GREEN APPLE） 6. 「想うた 〜愛する人を想う〜」（キヨサク） 7. 「廊下を走るな」（日食なつこ） 8. 「HONEY BEAT」（V6） |

| 專輯名稱        | 發行日期     | 唱片公司 | 專輯曲目 |
| --------------- | ------------ | -------- | --- |
| 《◯◯と二宮と2》 | 2025年7月1日 | J Storm  | 1. ・Answer / 幾田りら 2. ・異世界協奏曲 / 清野研太朗 3. ・週末のマーチ / Ryo Umekawa 4. ・謎謎 / RADWIMPS 5. ・薔薇とローズ / さかいゆう 6. ・ピアス / さとう。 7. ・未来花 / スキマスイッチ 8. ・ラストソング / Official髭男dism 9. ・夜空ノムコウ / SMAP（※オフィスにのホールディングス限定盤のみ収録、配信では対象外） |

### 詞曲創作
根據日本音樂著作權協會官網搜索 “權利人為‘二宮和也’”的結果整理而成。
- 回歸進度（リグレス·オブ·プログレス） - （作詞：二宮和也，作曲：堂本剛） - JASRAC作品編號：102-2752-1
- 給我終身所愛的人（生涯なにがあっても愛する人へ） - （作詞·作曲：二宮和也）- JASRAC作品編號：102-3226-5
- 虛幻地消散吧…SUBETE!!（儚く散れ･･･SUBETE!!） - （作詞·作曲：二宮和也）- JASRAC作品編號：113-1283-1
- 素描 - （作詞：櫻井翔·二宮和也，作曲：二宮和也）- 精選輯《裡嵐狂熱》收錄曲。JASRAC作品編號：120-3149-6
- Fight Song - （作詞：嵐，作曲：二宮和也）- 單曲「Love so sweet」（初回限定盤）的C/W曲。JASRAC作品編號：132-6946-1
- 虹 - （作詞：二宮和也，作曲：多田慎也）- 專輯《Time》（初回限定盤）收錄曲。JASRAC作品編號：141-4596-1
- Gimmick Game - （作詞·作曲：二宮和也）- 專輯《Dream "A" live》（初回限定盤）收錄曲。JASRAC作品編號：149-7034-1
- 愛人之歌（愛ちゃんの歌） - （作詞：二宮和也，作曲：youth case）- JASRAC作品編號：153-3540-2
- 1992*4##111 - （作詞·作曲：二宮和也）- 專輯《我眼中的風景》收錄曲。JASRAC作品編號：171-0978-7
- 最平凡的歌。 - （作詞·作曲：二宮和也）- 專輯《Beautiful World》收錄曲。JASRAC作品編號：178-3710-3
- Energy Song 〜超最佳狀態!!!!〜 - （作詞：嵐，作曲：二宮和也）- 專輯《Beautiful World》（7NET特別盤）收錄曲。JASRAC作品編號：181-1230-7
- 痕跡（過去） - （作詞·作曲：二宮和也）- 演唱會專輯《2004 嵐 就趁現在演唱會（日语：2004 嵐!いざッ、Now Tour!!）》收錄曲。JASRAC作品編號：119-1437-8
- 果然還是你 - （作詞：二宮和也，作曲：大知正纮，編曲：ha-j、二宮和也）- 專輯《Popcorn》收錄曲。JASRAC作品編號：706-0513-1
- 第20825天之歌 - （作詞·作曲：二宮和也，編曲：ha-j·二宮和也）- 專輯《LOVE》收錄曲。JASRAC作品編號：196-6019-7
- Merry Christmas - （作詞：二宮和也、小川貴史，作曲：二宮和也，編曲：ha-j）- 專輯《THE DIGITALIAN》收錄曲。JASRAC作品編號：204-5941-6
- 日復一日（また今日と同じ明日が來る） - （作詞：二宮和也·Fox.i.e，作曲：Fox.i.e，編曲：Fox.i.e·A-bee） - 專輯《Are You Happy?》收錄曲。

## 影視作品

### 戲劇作品
二宮和也作為嵐成員所出演之戲劇作品請參看嵐·全員主演之戲劇作品。

※二宮和也擔綱主演的角色將以粗體標注。

#### 電視劇
- 《元旦特別企劃·松本清張原作〈天城山奇案〉》（1998年1月1日，TBS電視台） - 飾 西浦多吉（少年時代）
- 《二十六夜參拜》（1998年8月17日，TBS電視台） - 飾 衝田明雅伍長
- 《繼母佣人妙管家》（1998年10月9日 - 12月18日，TBS電視台） - 飾 青木大樹
- 《熱血戀愛道第一集〈CASE1.射手座的O型男孩〉》（1999年1月10日，日本電視台） - 飾 近藤壽也
- 《危險放課後》（1999年4月12日 - 6月21日，朝日電視台） - 飾 夏木勝幸
- 《恐怖星期天 第8集〈是什麼在這裡〉》（1999年8月29日，日本電視台） - 主演
- 《V之嵐》（1999年10月11日 - 29日，富士電視台） - 飾 二宮和也
- 《拭去淚水》（2000年10月11日 - 12月20日，富士電視台） - 飾 淵上健太
- 《半個醫生》（2001年10月10日 - 12月12日，TBS電視台） - 飾 阪口信幸
- 《熱烈的中華飯店》（2003年1月8日 - 3月12日，富士電視台） - 飾 名波健太
- 《Stand UP!!》（2003年7月4日 - 9月12日，TBS電視台） - 飾 淺井正平
- 《阿南的小情人》（2004年7月8日 - 9月16日，朝日電視台） - 飾 南進
- 《溫柔時光》（2005年1月13日 - 3月24日，富士電視台） - 飾 湧井拓郎
- 《算是報恩了吧》（2006年3月22日，TBS電視台） - 飾 北原和憲
- 《敬啟、父親大人》（2007年1月11日 - 3月16日，富士電視台） - 飾 田原一平
- 《貧窮貴公子》（2007年7月6日 - 9月14日，TBS電視台） - 飾 山田太郎
- 《馬拉松》（2007年9月20日，TBS電視台） - 飾 宮田彰太郎
- 《魔王 第1集》（2008年7月4日，TBS電視台） - 飾 熊田正義（友情客串）
- 《流星之絆》（2008年10月17日 - 12月19日，TBS電視台） - 飾 有明功一
- 《永不放棄～腦性癱瘓的頂級銷售員～》（2009年3月29日，TBS電視台） - 飾 倉澤英雄
- 《JNN五十周年紀念企劃劇〈如果能在天堂和你相遇〉》（2009年9月24日，TBS電視台） - 飾 野野上純一
- 《新春特別企劃劇〈最後的約定〉》（2010年1月9日，富士電視台） - 飾 山際修司
- 《虹色夏戀》（2010年9月20日，富士電視台） - 飾 照明孫（友情客串）
- 《飛特族、買個家。》（2010年10月19日 - 12月21日，富士電視台） - 飾 武誠治
- 《飛特族、買個家。特別篇》（2011年10月4日，富士電視台） - 飾 武誠治
- 24小時活動特別製作電視劇《坐著輪椅的我翱翔天空》（2012年8月25日，	日本電視台） - 飾 長谷部泰之
- 《即是弱小也能取勝》（2014年4月12日 - 6月21日，日本電視台） - 飾 田茂青志
- 富士電視台開台55周年特別企劃劇《東方快車謀殺案》（2015年1月11日、1月12日，富士電視台） - 飾 幕內平太[28]
- 《紅鳉魚》（2015年12月28日，TBS電視台） - 飾 立川談春[29]
- 《新春特別企劃劇〈少爺〉》（2016年1月3日，富士電視台） - 飾 少爺[30]
- 《黑色止血鉗》（2018年4月22日 - 6月24日，TBS電視台） - 飾 渡海征司郎[31]
- 《新春特別企劃劇〈潛水艇卡佩裡尼號的冒險〉》（2022年1月3日，富士電視台） - 飾 速水洋平
- 《MY FAMILY》（2022年4月10日 - 6月12日，TBS） - 飾 鳴澤溫人[32]
- 《VIVANT》（2023年7月16日 - 9月17日，TBS） - 飾 諾克爾（Nokor）
- 《ONE DAY～平安夜的騷動～》（2023年10月9日 - 12月18日，富士電視台） - 飾 勝呂寺誠司（與大澤隆夫、中谷美紀三人主演）
- 《黑色止血鉗 Season2》（2024年7月7日 - 9月15日，TBS） - 飾 天城雪彥[33][34]
- 《INFORMA：地下世界的野獸們》（2024年11月7日 - 12月26日，ABEMA） - 飾 高野龍之介
- 《【我推的孩子】》（2024年11月28日 - ，Amazon Prime Video）飾演 神木輝
- 《紅豆麵包》（2025年，NHK） - 飾 柳井清
- 《武士生死鬥》（2025年11月 - ，Netflix）飾演 槐

#### 電影
- 《PIKA☆NCHI 生活艱難但是快樂》（2002年） - 飾 恩田琢磨（Takuma）
  - 《生活艱難所以快樂》（2004年） - 飾 恩田琢磨（Takuma）
  - 《生活艱難也許快樂》（2014年） - 飾 恩田琢磨（Takuma）
- 《青之炎》（2003年） - 飾 櫛森秀一
- 《來自硫磺島的信》（2006年） - 飾 西鄉昇
- 《黃色的眼淚》（2007年） - 飾 村岡榮介
- 《天堂之門》（2009年） - 飾 牛郎（友情出演）
- 《大奧》（2010年） - 飾 水野祐之進
- 《殺戮都市》（2011年） - 飾 玄野計
  - 《殺戮都市：完美答案》（2011年） - 飾 玄野計
- 《白金數據》（2013年） - 飾 神樂龍平 / 龍
- 《暗殺教室》（2015年） - 殺老師 配音
  - 《暗殺教室 -畢業篇-》（2016年） - 殺老師 配音 / 飾 死神
- 《若與母親同住》(我的長崎母親)（2015年） - 飾 福原浩二
- 《最後的食譜～麒麟之舌的記憶～》（2017年） - 飾 佐佐木充[35]
- 《檢察方的罪人》（2018年） - 飾 沖野啓一郎
- 《淺田家！》（2020年） - 飾 淺田政志
- 《TANG（日语：TANG タング）》（2022年） - 飾 春日井健
- 《來自雪國的遺書（日语：ラーゲリより愛を込めて）》（2022年） - 飾 山本幡男
- 《老派（日语：アナログ (小説)）》（2023年） - 飾 水島悟（mizusima satori）
- 《【我推的孩子】- The Final Act -》（2024年） - 飾 神木輝
- 《8號出口》（2025年） - 飾 迷路的男人

#### 舞台劇
- 《PLAYZONE'96 RHYTHM》（1996年7月21日 - 8月15日）
- 《STAND BY ME》（1997年7月23日 - 8月21日） - 飾 
- （1997年8月29日、9月7日、10月26日）
- 《遠離澀谷（日语：シブヤから遠く離れて）》（2004年3月6日 - 30日） - 飾 直哉
- 《無因的反叛》（2005年4月3日 - 5月4日） - 飾
- 《火車怪客》（2009年7月18日 - 8月11日） - 飾

#### 電視版動畫片
- 《烏龍派出所》第248集（2002年1月6日，富士電視台首播） - 飾 二宮和也
- 《暗殺教室》（2016年3月22日，富士電視台首播） - 飾 殺老師

#### 劇場版動畫片
- 《惡童》（2006年） - 飾 小黑

### 電視節目

#### 綜藝節目
- 《愛LOVE小傑尼斯》（1996年4月8日 - 1998年9月28日，東京電視台）
- 《音樂·跳躍》（1997年4月6日 - 1999年3月26日，NHK BS2）
- 《SHOW-NEN J》（1997年10月 - 1998年3月，朝日電視台）
- 《Gyu!和我擁抱》（1998年4月5日 - 9月27日，日本電視台）
- 《J的八點檔》（1998年4月15日 - 1999年9月22日，朝日電視台）
- 《京都的小餐館之旅》（京都ビストロジャーニー）（1998年4月25日 - 1999年3月20日，朝日電視台）
- 《二宮先生》（2013年4月25日 - 6月26日・10月6日 - 迄今，日本電視台）[36]
- 《ニノなのに》（2025年4月9日 - 迄今，TBS）

#### 獨立節目
- 《二宮和也的日本調查 2013年末特別版》（2013年12月30日，日本電視台）
- 《二宮和也的日本調查2015年新春SP～東海道53次環游～》（2015年1月4日，日本電視台）
- 《二宮ん家（日语：二宮ん家）》（2021年1月3日、6月12日，富士電視台）

#### 特別節目
- 《顯赫星期五·實錄！白金數據DNA神秘案件事件簿～你的命運已經注定～》（2013年3月22日，富士電視台）
- 《NHK特別“終戰” 未知的七日間》（2015年8月16日，NHK綜合頻道）
- 《“第38回24小時電視「愛心救地球」”戰後70周年特別企劃“二宮和也的硫磺島之行”》（2015年8月23日，日本電視台）
- 《BS1特別作戰成功～山田洋次·84歲的挑戰～》（2015年11月15日，NHK BS1）
- 《山田洋次×美輪明宏×二宮和也 為了未來》（2015年12月18日，NHK綜合頻道）
- 《SP電視劇〈紅鳉魚〉明日播出 完整跟拍二宮的挑戰》（2015年12月27日，TBS電視台）
- 《NHK第68屆紅白歌會》（2017年12月31日，NHK綜合頻道）

### 電台節目
- 《Chapara☆FIGHT 周一的小傑尼斯們》（1997年4月14日 - 1999年5月10日，文化放送）
- 《午夜的少年們》（1997年10月 - 1999年9月，朝日放送）
- 《小傑尼斯放學後的心跳時刻》（1998年4月 - 1999年9月，日本放送）
- 《BAY STORM》（2002年10月4日迄今，bayfm）

### 廣告活動

#### 廣告
- 森永乳業 愛斯基摩PINO（1998年 - 2000年）
- 角川書店 電視正月特大號（2002年12月）
- AC日本
  - 聯合國世界糧食計劃署援助行動“餅干” - 擔綱配音
- 好侍食品（2007年 - 2011年）
  - 豆乳提煉手工制作白瀧湯面
  - 鍋巴湯
- 日本郵政 新年活動（2007年 - 2008年)
- 《Ultra Music Power》（2007年）
- 麒麟飲料 shavadava shabadaba（2008年）
- 任天堂新超級瑪利歐兄弟Wii（2009年）
- 衛材（2010年 - 2012年）
- JCB（2010年5月 - 迄今）
- 日清奧利友集團(2011年6月 - 迄今）
- 江崎固力果·百奇（2011年9月 - 2015年8月）
- 久光製藥·撒隆巴斯（2013年4月 - 迄今）
- 樂屋網「HOME'S」（2015年8月 - 2016年8月）[37]
- 獅王『頂級超級NANOX』（2016年2月 - 迄今）

#### 活動
- 羅森出品全小傑尼斯首屆演唱會（1998年2月1日・11日・15日）
- 小傑尼斯（1998年7月29日・8月5日・24日）
- 第80屆全國高等學校棒球錦標賽（日语：第80回全国高等学校野球選手権大会）開幕式（1998年8月6日）
- 傑尼斯大運動會（1998年10月25日）
- 小傑尼斯（1998年12月27日 - 1999年1月6日）
- （1999年5月2日 - 6月20日）
- 台灣921大地震慈善棒球邀請賽2000（1999年12月18日） - 以J2000隊員身份參加
- “東京巨蛋全員集合”傑尼斯感恩棒球賽（2016年4月13日，東京巨蛋）

## 書籍作品
- 《青之炎 二宮和也寫真集》（2003年3月，角川書店）ISBN 978-4-04-853556-4
- 《〈青之炎〉方案書》（2003年3月，角川書店）ISBN 978-4-04-873452-3
- 《〈大奧〉電影及原作公式指南：大奧細見》（2010年9月，白泉社）ISBN 978-4-592-14800-5
- 《殺戮都市可視化圖書》（2011年1月，集英社）ISBN 978-4-08-780592-5

### 連載作品
- 《二宮和也のIt 「一途（イット）」》（連載於《MORE》，2009年1月 - 2019年3月號）

## 外部鏈接
- 官方网站（日語）
- Kazunari Ninomiya在互联网电影资料库（IMDb）上的資料（英文）
- 二宮和也的X（前Twitter）